# Tadeusz Garbuliński
Tadeusz Garbuliński (ur. 25 sierpnia 1920 w Strzemieszycach, zm. 22 lutego 2011 w Jeleniej Górze) – polski lekarz weterynarii, farmakolog, wieloletni nauczyciel akademicki i rektor Wyższej Szkoły Rolniczej we Wrocławiu w latach 1965–1969.

## Życiorys
Urodził się w 1920 roku w Strzemieszycach (obecnie dzielnica Dąbrowy Górniczej). Po ukończeniu szkoły elementarnej kontynuował naukę w Liceum Ogólnokształcącym im. Króla Kazimierza Wielkiego w Olkuszu. W 1939 roku zdał tam egzamin maturalny. Od 1946 roku należał do PPS, a od 1948 roku – do PZPR. Studia weterynaryjne ukończył w 1953 roku. Następnie przeniósł się do Wrocławia na tamtejszą Wyższą Szkołę Rolniczą, z którą związał całe swoje życie naukowe i zawodowe, gdzie uzyskał pięć lat później stopień naukowy doktora nauk weterynaryjnych, a w 1960 roku doktora habilitowanego z zakresu fizjologii i farmakodynamiki w Wyższej Szkole Rolniczej we Wrocławiu na Wydziale Medycyny Weterynaryjnej. W 1965 roku na tej uczelni otrzymał tytuł profesora nadzwyczajnego, a w 1973 roku profesora zwyczajnego.
Od samego początku zaangażował się w rozwój środowiska naukowego Wrocławia oraz Wyższej Szkoły Rolniczej (późniejsza Akademia Rolnicza, a obecnie Uniwersytet Przyrodniczy), dając się poznać jako sprawny organizator i wykładowca. W latach 1962–1964 pełnił funkcję prorektora, a następnie rektora Wyższej Szkoły Rolniczej (1965–1969). Ponadto piastował stanowiska dyrektora Instytutu Nauk Fizjologicznych (1972–1982), kierownika Katedry Farmakologii i Toksykologii (1961–1985) i kierownika Zakładu Farmakologii (1961–1990).
Zaangażował się także w działalność Polskiej Akademii Nauk, będąc wiceprzewodniczącym i sekretarzem naukowym jej oddziału we Wrocławiu w latach 1988–1992, a wcześniej przewodniczącym Komitetu Nauk Weterynaryjnych 1978–1989 oraz honorowym przewodniczący tegoż Komitetu w 1997 roku. Należał do członków założycieli Zarządu Głównego Polskiego Towarzystwa Naukowego, gdzie pełnił funkcję jego przewodniczącego (1969–1971}. Ponadto działał w Zrzeszeniu Lekarzy i Techników Weterynaryjnych, Polskim Towarzystwie Farmakologicznym, Polskim Towarzystwie Toksykologicznym, Polskim Towarzystwie Fizjologicznym, Polskim Towarzystwie Nauk Weterynaryjnych, Wrocławskim Towarzystwie Naukowym, Polskim Towarzystwie Magnezjologicznym, a także zagranicznych: Biochemical Pharmacology i European Ass. Veterinary Pharmacology and Toxicology.
Jako pierwszy w światowej nauce opublikował w 1955 roku hipotezę o leczniczym działaniu tlenku azotu, której weryfikacja w Stanach Zjednoczonych po 22 latach, wskazała drogę do odkrycia endogennego tlenku azotu, z kolei którego odkrywcy uzyskali Nagrodę Nobla. Wprowadził immunofarmakologię do nauk weterynaryjnych. Był promotorem 10 doktoratów i opiekunem 7 habilitacji. Uchodzi za twórcę Wrocławskiej Szkoły Farmakologii Weterynaryjnej. Za swoją działalność naukową był wielokrotnie odznaczany, m.in. Krzyżami Komandorskim, Oficerskim i Kawalerskim Orderu Odrodzenia Polski, Medalem Rodła i odznaką „Budowniczy Wrocławia”, a także innymi odznaczeniami i wyróżnieniami regionalnymi oraz nagrodami ministerialnymi i uczelnianymi. W 1995 roku Akademia Rolnicza we Wrocławiu w uznaniu jego zasług nadała mu tytuł doktora honoris causa.

## Publikacje (wybór)
- Sur le chimisme de l`action des nitrites dans l`organisme, "Compt. Rend. Soc. Sc. de Wrocław",1955.
- Catecholamin saving mechanizm – cykl prac o wzajemnej zależności katecholamin i glikosterydów, "Pol. J. Pharmacol. a. Pharm.}, 1979–1981, 1995.
- Alpha and Beta-Adrenergic Influences on Metabolism in Heart and Skeletal Muscle, "Vet. Res. Comm.", 1983.
- Chlormethine in Small Doses as Immunostimulator – LPS Synergism, "Arch. Immunol. et Ther. Exp.", 1985.
- Idea leku homeostatycznego na podstawie własnych immunologicznych badań niesterydowych leków przeciwzapalnych, "Med. Wet.", 1989.
- Farmakologia Weterynaryjna (wyd. 1974, 1978, 1984).